# Тишкин (хутор)
Ти́шкин — хутор в Каменском районе Ростовской области.
Входит в состав Пиховкинского сельского поселения.

## Население
| 2010 |
| ---- |
| 78   |

## Улицы
На хуторе имеется одна улица: Полевая.

## Известные уроженцы
- Лаврухина, Прасковья Филипповна (1939—2009) — советская работница сельского хозяйства, доярка, Герой Социалистического Труда.